# Ramirez (Band)
Ramirez ist ein italienisches Projekt im Bereich der elektronischen Tanzmusik und gilt als Vertreter von typischem frühen 1990er Dance/Techno mit spanischem Gesang.
Es besteht aus den italienischen Produzenten Davide Rizzatti, Elvio Moratto, Ricki Persi und dem kolumbianischen Sänger und Performer Alex Quiroz Buelvas. Es entstand ursprünglich als Musikprojekt auf dem Label DFC.
Die bekanntesten Tracks von Ramirez sind: La musica tremenda, Baraonda, Bomba, Orgasmico, Mamasutra, Terapia, El Gallinero, Hablando (mit Pizarro) und Chupa Chupa. Diese sind mittlerweile auf vielen Techno- und Dance-Compilations (wie zum Beispiel Thunderdome oder Techno Traxx) enthalten, noch heute findet man oft viele Samples aus diesen Songs in modernen Dance-Songs. La musica tremenda wurde ein Dancefloor-Hit im Jahre 1991 und wird heute zu den bekanntesten Techno-Klassikern gezählt.
Der Track Bomba erschien 1994 in der Schweizer Hitparade und erreichte Platz 23. Zum Track El Gallinero erschien auch ein Videoclip. Der Track Acelerando, der im Jahre 2002 erschien, gelangte in die Top 10 der Deutschen Dance Charts.